# The Film Daily
The Film Daily va ser una publicació diària que va existir entre 1918 i 1970 als Estats Units. Va ser el primer diari publicat exclusivament per a la indústria cinematogràfica. Informava de les últimes notícies comercials, ressenyes de pel·lícules, actualitzacions financeres, informació sobre casos judicials i dificultats sindicals i avenços en l'equipament.

## Història de la publicació
La publicació va ser creada per Wid Gunning el 1913 (encara que no com a diari) i es coneixia com a Wid's Film and Film Folk (1915–1916) i Wid's Independent Review of Feature Films (1916–1918). Gunning va ser anteriorment editor de la secció de pel·lícules al New York Evening Mail. També va publicar Wid's Weekly, i Wid's Year Book.
El 1918, Joseph ("Danny") Dannenberg i Jack Alicoate van comprar un interessos a Wid's Weekly. El 8 de març de 1918 van publicar una publicació diària, Wid's Daily. El 1921, Dannenberg i Alicoate van prendre el control de Wid's Films & Film Folk Inc., amb Dannenberg com a president i editor, i la publicació va canviar de nom, el 1922, a The Film Daily.
Durant l'època de Dannenberg, l'anuari cinematogràfic (publicat per primera vegada el 1918 com a Wid's Year Book) va passar de 160 pàgines el 1918 a 860 pàgines el 1926. Dannenburg va morir l'11 de març de 1926 i va ser succeït com a president i editor per Jack Alicoate, que també es va convertir en editor.
Chester B. Bahn es va convertir en editor el 1937, però Alicoate va romandre com a editor fins a la seva mort el 1960. El germà d'Alicoate, Charles, es va convertir en editor executiu i es va fer càrrec de la gestió activa, uns anys abans de la mort d'en Jack.
Jack Alicoate va afegir una altra publicació, Radio Daily, el febrer de 1937. El setembre de 1950, la publicació va passar a anomenar-se Radio Daily-Television Daily. La publicació va cessar a finals dels anys seixanta.
El 1969, Charles Alicoate va vendre Film Daily a DFI Communications, que va instal·lar Hugh Fordin com a editor en cap i editor associat el desembre de 1969. Després de publicar el número de l'1 de juny de 1970, la producció es va suspendre amb plans per redissenyar i animar encara més la publicació.

## Enquesta anual de crítica
Film Daily era més conegut per la seva enquesta anual de crítics de final d'any, en la qual centenars de crítics de cinema professionals d'arreu del país van enviar els seus vots per a les millors pel·lícules de l'any, que la revista va comptar i va publicar com a llista dels deu primers. No era estrany que una pel·lícula guanyés durant un any que va arribar després de l'any en què es va estrenar per primera vegada, ja que la data de renovació per al cicle d'elegibilitat de cada any era normalment l'1 de novembre i la pel·lícula s'havia d'estrenar generalment. Allò que el vent s'endugué (Gone with the Wind), per exemple, es va estrenar el 1939, però no es va convertir en elegible fins al 1941, quan va passar d'un format de roadshow a un llançament general. No es va nomenar cap guanyador el 1950 perquè només per a aquell any, es van enquestar categories separades per a Drama de l'any i Musical de l'any (guanyat per Sunset Boulevard i Annie Get Your Gun, respectivament).

### Resultats de l'enquesta de la crítica
| Any  | Pel·lícula guanyadora                                            | Finalista                                                                | Enllaç        |
| ---- | ---------------------------------------------------------------- | ------------------------------------------------------------------------ | ------------- |
| 1922 | Orphans of the Storm                                             | Grandma's Boy                                                            | [ 8 ]         |
| 1923 | The Covered Wagon                                                | Merry-Go-Round                                                           | [ 8 ]         |
| 1924 | El lladre de Bagdad (The Thief of Bagdad)                        | The Sea Hawk                                                             | [ 8 ]         |
| 1925 | La quimera de l'or (The Gold Rush)                               | The Unholy Three                                                         | [ 8 ]         |
| 1926 | Varieté (Variety)                                                | Ben-Hur                                                                  | [ 8 ]         |
| 1927 | Beau Geste                                                       | La gran desfilada (The Big Parade)                                       | [ 8 ]         |
| 1928 | The Patriot                                                      | Sorrell and Son                                                          | [ 8 ]         |
| 1929 | Disraeli                                                         | The Broadway Melody                                                      | [ 8 ]         |
| 1930 | Res de nou a l'oest (All Quiet on the Western Front)             | Abraham Lincoln                                                          |               |
| 1931 | Cimarron                                                         | Street Scene                                                             |               |
| 1932 | Grand Hotel                                                      | El campió (The Champ)                                                    |               |
| 1933 | Cavalcade                                                        | El carrer 42 (42nd Street)                                               |               |
| 1934 | The Barretts of Wimpole Street                                   | The House of Rothschild                                                  |               |
| 1935 | David Copperfield                                                | The Lives of a Bengal Lancer                                             |               |
| 1936 | Rebel·lió a bord (Mutiny on the Bounty)                          | Mr. Deeds Goes to Town                                                   |               |
| 1937 | The Life of Emile Zola                                           | The Good Earth                                                           |               |
| 1938 | La Blancaneu i els set nans (Snow White and the Seven Dwarfs)    | No us l'endureu pas (You Can't Take It with You)                         |               |
| 1939 | Goodbye, Mr. Chips                                               | Mr. Smith Goes to Washington                                             |               |
| 1940 | Rebecca                                                          | El raïm de la ira (The Grapes of Wrath)                                  |               |
| 1941 | Allò que el vent s'endugué (Gone with the Wind)                  | El sergent York (Sergeant York)                                          | [ 9 ]         |
| 1942 | Mrs. Miniver                                                     | Que verda era la meva vall (How Green Was My Valley)                     | [ 10 ]        |
| 1943 | Random Harvest                                                   | For Whom the Bell Tolls                                                  | [ 11 ]        |
| 1944 | Going My Way                                                     | The Song of Bernadette                                                   |               |
| 1945 | Wilson                                                           | A Tree Grows in Brooklyn                                                 |               |
| 1946 | Dies perduts (The Lost Weekend)                                  | The Green Years                                                          | [ 12 ]        |
| 1947 | Els millors anys de la nostra vida (The Best Years of Our Lives) | The Jolson Story                                                         |               |
| 1948 | Gentleman's Agreement                                            | Johnny Belinda                                                           | [ 13 ]        |
| 1949 | The Snake Pit                                                    | Les sabatilles vermelles (The Red Shoes)                                 | [ 14 ]        |
| 1950 | categoria no enquestada                                          | -                                                                        | [ 8 ]         |
| 1951 | A Place in the Sun                                               | A Streetcar Named Desire                                                 | [ 15 ]        |
| 1952 | Sol davant el perill (High Noon)                                 | The Quiet Man                                                            | [ 16 ]        |
| 1953 | D'aquí a l'eternitat (From Here to Eternity)                     | Arrels profundes (Shane)                                                 | [ 17 ]        |
| 1954 | El motí del Caine (The Caine Mutiny)                             | La llei del silenci (On the Waterfront)                                  | [ 17 ]        |
| 1955 | Escala a Hawaii (Mister Roberts)                                 | Marty                                                                    | [ 17 ]        |
| 1956 | The King and I                                                   | Gegant (Giant)                                                           | [ 17 ]        |
| 1957 | La volta al món en vuitanta dies (Around the World in 80 Days)   | Sayonara                                                                 | [ 18 ]        |
| 1958 | El pont del riu Kwai (The Bridge on the River Kwai)              | La gata sobre la teulada de zinc (Cat on a Hot Tin Roof)                 | [ 17 ]        |
| 1959 | Anatomia d'un assassinat (Anatomy of a Murder)                   | The Diary of Anne Frank                                                  | [ 17 ]        |
| 1960 | L'apartament (The Apartment)                                     | Elmer Gantry                                                             | [ 17 ]        |
| 1961 | Els canons de Navarone (The Guns of Navarone)                    | El vividor (The Hustler)                                                 | [ 17 ]        |
| 1962 | El missatger de la por (The Manchurian Candidate)                | The Music Man                                                            | [ 17 ]        |
| 1963 | Tom Jones                                                        | Hud                                                                      | [ 19 ]        |
| 1964 | My Fair Lady                                                     | Becket                                                                   | [ 20 ]        |
| 1965 | Somriures i llàgrimes (The Sound of Music)                       | El vaixell dels bojos (Ship of Fools)                                    | [ 21 ]        |
| 1966 | Qui té por de Virginia Woolf? (Who's Afraid of Virginia Woolf?)  | Que vénen els russos! (The Russians Are Coming, the Russians Are Coming) | [ 22 ]        |
| 1967 | En la calor de la nit (In the Heat of the Night)                 | Bonnie i Clyde (Bonnie and Clyde)                                        | [ 23 ]        |
| 1968 | The Lion in Winter                                               | La llavor del diable (Rosemary's Baby)                                   | [ 24 ] [ 25 ] |
| 1969 | Cowboy de mitjanit (Midnight Cowboy)                             | Butch Cassidy and the Sundance Kid                                       | [ 26 ]        |